# Peramus
Peramus — вимерлий рід кладотерових ссавців. Мешкав у пізній юрі та ранній крейді Європи та Північної Африки.

## Види
Відомо три вимерлі види роду:
- Peramus dubius Lulworth Formation, Велика Британія
- Peramus minor Lulworth Formation, Велика Британія
- Peramus tenuirostris Lulworth Formation, Велика Британія

Крім того, відомі невизначені останки з формації Ксар Метлілі в Марокко, що датується титонсько-берріасським періодом, і кісткового ложа Анж-Шаранта у Франції, що датується берріазом.

## Філогенез
Peramus зазвичай вважається розвиненим кладотерієм. В аналізі, проведеному Panciroli та його колегами (2018), Peramus було знайдено в межах клади, яка також включає Palaeoxonodon і Amphitherium, як похідних членів Cladotheria. В аналізі 2018 року, проведеному Бі та його колегами, Перамус був виявлений у кладі з Palaeoxonodon і Nanolestes також як розвинені кладотерії. У дослідженні спорідненості кладотерій у 2022 році було знайдено як член Затерії, ближче до Терії, ніж до Palaeoxonodon і Nanolestes.